# Стормовская, Камила
Камила Стормовская (пол. Kamila Stormowska; род. 12 апреля 2000 года, в г.Эльблонге)  — польская спортсменка в шорт-треке. С 2019 года обучается в Университете Гданьска в области менеджмента. Призёр чемпионатов мира и Европы 2025 года. 

## Спортивная карьера
Камила Стормовская родилась в городе Эльблонг, где и начала заниматься фигурным катанием. В возрасте 9 лет ей сказали, что она слишком стара для этого вида спорта, тогда Камила перешла в шорт-трек и уже в 2009 году начала выступления на национальных конкурсах среди девочек.
В конце февраля 2014 года на национальном чемпионате Польши заняла 11-е место в общем зачёте, а в марте на чемпионате Польши среди юниоров заняла 2-е место в общем зачёте многоборья. Через год на чемпионате Польши выиграла серебро в беге на 1000 м и стала в итоге на 5-м месте в общем зачёте, а следом в финале Кубка Европы среди юниоров в немецком Оберстдорфе заняла 2-е место в многоборье.
В октябре 2015 года Камила дебютировала на этапе Кубка мира в Монреале, где заняла лучшее 23-е место на дистанции 1500 м. В январе 2016 года на юниорском чемпионате мира в Софии с командой заняла 4-е место в эстафете. В марте на национальном чемпионате поднялась на 7-е место в общем зачёте многоборья, а в финале Кубка Европы заняла 4-е место в общем зачёте.
В 2017 году на юниорском чемпионате мира в Инсбруке заняла 9-е место на дистанции 500 м. В феврале на зимнем Европейском юношеском Олимпийском фестивале в Эрзуруме Камила получила золотую медаль на дистанции 1000 метров и серебро в смешанной эстафете. Она была тогда одной из пяти спортсменок, номинированных на премию им. Петра Нуровского для лучшего молодого спортсмена Европы, присуждаемой Европейским Олимпийским Комитетом, и том же месяце выиграла бронзовую медаль в общем зачёте на чемпионате Польши.
Камила Стормовская в 2018 году участвовала у себя на родине на чемпионате мира среди юниоров в Томашув-Мазовецком и лучшее место в личных дисциплинах заняла в беге на 500 м, где стала 8-й, а в общем зачёте 17-й. Через год чемпионате мира среди юниоров в Монреале она смогла подняться на 6-е место на дистанции 500 м, а позже стала 6-й в личном многоборье на национальном чемпионате.
В январе 2020 года Камила дебютировала на чемпионате Европы в Дебрецене и вновь лучшее 9-е место заняла в беге на 500 м, а в общем зачёте стала 17-й. 16 февраля 2020 года в Дордрехте, Камила первый раз встала на подиум Кубка мира, заняв в беге на 500 метров 3-е место. В 2021 году она выступала с командой только в эстафете и сначала на чемпионате Европы в Гданьске заняла 6-е место, а следом на чемпионате мира в Роттердаме заняла 5-е место.
В феврале 2022 года Камила участвовала на зимних Олимпийских играх в Пекине, где 5 февраля в смешанной эстафете заняла 11-е место, 7-февраля на дистанции 500 м заняла 28-е место, в беге на 1000 м остановилась на 26-м месте, в эстафете помогла команде дойти до 6-го места и 16 февраля на дистанции 1500 м заняла на 24-е место.

## Личная жизнь
Камила Стормовская встречается с французским шорт-трекистом Дианом Селлером, который перешёл в Польскую сборную в сезоне 2021/22 годов. Она увлекается чтением книг за тренировками и катанием на лыжах. Её любимое блюдо – огурцы, суп и яблочный пирог с мороженым.